# Gastrolobium luteifolium
Gastrolobium luteifolium là một loài thực vật có hoa trong họ Đậu. Loài này được (Domin) G. Chandler & Crisp mô tả khoa học đầu tiên năm 2002.